# Субсидія
Субси́дія — фінансова або інша підтримка державними органами виробництва, переробки, продажу, транспортування, експорту, споживання товару, завдяки якій суб'єкт господарсько-правових відносин країни експорту одержує пільги (прибутки).

## Тлумачення
Субсидія – це грошова допомога, що надається державою за рахунок коштів бюджету, а також спеціальних фондів юридичним особам, місцевим державним органам, іншим державам. 
Це вид цільової допомоги зазначеним особам, що надається за рахунок коштів бюджетів або цільових фондів. Субсидія застосовується з метою збалансування регіональних та місцевих бюджетів, зміцнення їх доходної бази та завжди передається безповоротно і безвідплатно з вищих ланок бюджетної системи нижчим ланкам для фінансування конкретних заходів та установ, тобто мають цільовий характер.
Третя група - методи використання грошових коштів.   

## Отримувачі
Субсидії надаються:
- національним виробникам, які конкурують з імпортерами
- експортерам, що конкурують на зовнішньому ринку
- імпортерам, з метою їх підтримки або для вирішення певних питань.

За формою надання субсидії поділяються на:
- прямі (є забороненими ВТО) – безпосередні виплати експортеру після здійснення ним експортної операції на суму різниці його витрат і отриманого ним доходу.
- опосередковані – приховане дотування експортерів через надання податкових пільг, пільгових умов страхування, позик за ставкою нижче ринкової тощо (прямо не забороняються).

### Комунальні субсидії
Державні субсидії надаються неплатоспроможним громадянам на покриття комунальних витрат. Для отримання субсидій громадянин може подати заяву та декларацію, скориставшись урядовим порталом. За даними Державної служби статистики у лютому 2019 року субсидії для відшкодування витрат на оплату комунальних послуг отримували 3735,1 тис. домогосподарств.
Держвиплати можуть оформити незаможні громадяни України, тобто ті, чиї витрати на оплату ЖКГ перевищують доходи. При цьому подати заяву на субсидію до місцевого органу соцзахисту може не тільки власник нерухомості, але і будь-яка прописане з ним особа, а також квартиронаймачі, надавши договір оренди.
Якщо житло не має підключення до газових, електричних або експлуатації парових котлів опалення опалення, то можна оформити субсидію на покупку засобів для опалення приміщення. У цьому випадку виплати здійснюються тільки в готівковій формі.
Для отримання виплат Вам потрібно надати наступний пакет документів:
1. Заява за встановленою формою.
2. Декларація про доходи.
3. Договір оренди, якщо субсидію оформляє квартиронаймач, а не власник.

## Критика
Субсидії подовжують життя неефективних підприємств за рахунок ефективних, спотворюють структуру виробництва та придушують мобільність факторів виробництва від менш до ефективніших застосувань. Вони завдають істотної шкоди ринку та перешкоджають повнішому задоволенню потреб споживача. Чим більший обсяг державних субсидій в економіці, тим більше стоїть перепон для роботи ринку, тим більш неефективним буде ринок в задоволенні потреб споживача. Звідси, чим більше субсидії, тим нижчий рівень життя.

## Пов'язані терміни
- Субсидія легітимна — субсидія, що не дає підстав для застосування компенсаційних заходів.
- Субсидія нелегітимна — субсидія, що дає підстави для застосування компенсаційних заходів.

## Монетизація субсидій
В Україні монетизація субсидій здійснюватиметься з 1 березня 2019 року. Виплата субсидій готівкою здійснюється через Ощадбанк у готівковій формі тим громадянам, які не є пенсіонерами і яким субсидія була призначена до 31 грудня 2018 року, після чого вони мають самостійно оплатити повну вартість комунальних послуг.